# David Lochte

David Lochte

David Lochte (* 26. Dezember 1871 in Magdeburg; † 11. Dezember 1935 in Hamburg) war vom 9. Dezember 1924 bis zum 30. September 1932 Präsident der Reichsbahndirektion Mainz, anschließend bis zu seinem Tod Präsident der Reichsbahndirektion Altona.

## Lebenslauf
Lochte studierte an den Universitäten Lausanne, Leipzig und Berlin Rechtswissenschaften. Er begann sein Berufsleben im Justizdienst, wechselte aber zum 17. Dezember 1896 zu den Preußischen Staatseisenbahnen, wo er zunächst in der Eisenbahndirektion Köln arbeitete. Es folgten Stellen in den Eisenbahndirektionen Magdeburg und Hannover, Kassel und Frankfurt. Zunächst Assessor wurde er 1906 Rat und unternahm eine Studienreise in die USA. 1919 ging er in die Eisenbahnverwaltung nach Berlin, was mit der Beförderung zum Oberrat verbunden war. 1924 wurde er Abteilungsdirektor im Reichsbahn-Zentralamt und Reichsbahndirektor. Am 22. Oktober des gleichen Jahres wurde er Präsident der Reichsbahndirektion Mainz. In seine Amtszeit dort fiel die französische Rheinlandbesetzung, der damit verbundene Regiebetrieb und das daraus resultierende Chaos. Aber auch Ausbaumaßnahmen im Bereich des Direktionsbezirks fanden unter seiner Leitung statt, etwa die Aufschlitzung des Mainzer Eisenbahntunnels. Lochte wechselte 1932 von Mainz in gleicher Funktion zur Reichsbahndirektion Altona.